# Blepharipa zebina
Blepharipa zebina là một loài ruồi trong họ Tachinidae.